# Bystryk (Berdytschiw, Ruschyn)
Bystryk (ukrainisch Бистрик; russisch Быстрик Bystrik, polnisch Bystrzyk) ist ein Dorf im Südosten der ukrainischen Oblast Schytomyr mit etwa 1500 Einwohnern (2001).

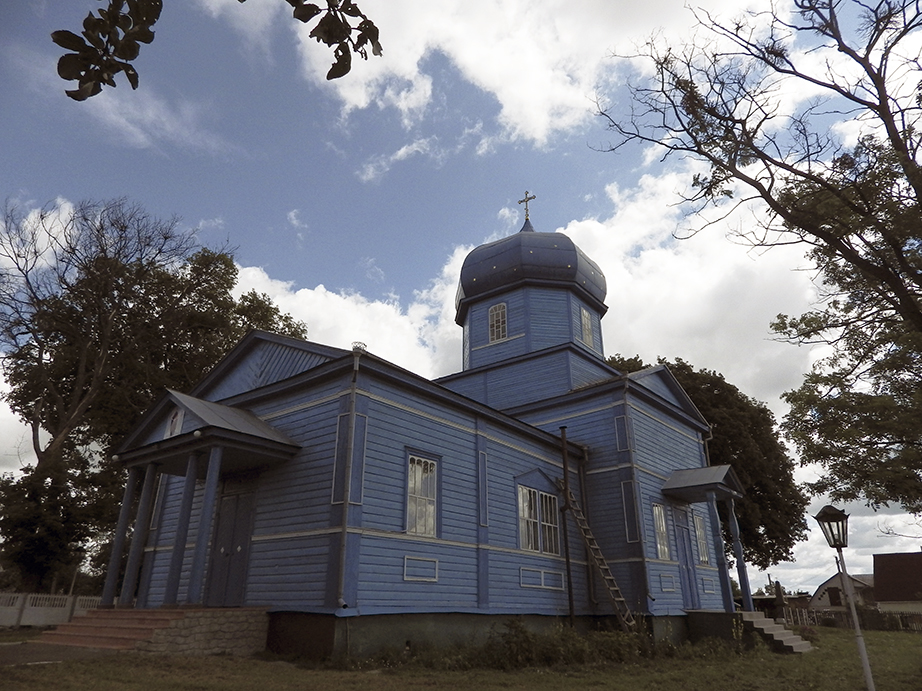
Dorfkirche

Das erstmals 1605 schriftlich erwähnte Dorf liegt auf einer Höhe von 219 m am Ufer der Murowanka (Мурованка) kurz vor deren Mündung in die  Rostawyzja, einem 116 km langen, linken Nebenfluss des Ros, 7 km nordwestlich vom ehemaligen Rajonzentrum Ruschyn und etwa 80 km südöstlich vom Oblastzentrum Schytomyr.
Südlich vom Dorf verläuft die Regionalstraße P–32.
Am 12. Juni 2020 wurde das Dorf ein Teil der neugegründeten Siedlungsgemeinde Ruschyn, bis dahin bildete es die gleichnamige Landratsgemeinde Bystryk (Бистрицька сільська рада/Bystryzka silska rada) im Zentrum des Rajons Ruschyn.
Am 17. Juli 2020 kam es im Zuge einer großen Rajonsreform zum Anschluss des Rajonsgebietes an den Rajon Berdytschiw.